# Guru Guru
Guru Guru is een toonaangevende Duitse rockband, die ontstond in de jaren 70. De muziek van de band wordt meestal gerubriceerd in de categorie Krautrock. De band wordt gezien als een van de belangrijkste vertegenwoordigers van dit genre, hoewel de bandleden zelf de voorkeur geven aan de algemenere benaming undergroundmuziek.

## Mani Neumeier
De band werd in 1968 alsThe Guru Guru Groove opgericht door drummer Mani Neumeier (*31 december 1940), en bassist Uli Trepte. Deze beide musici kwamen uit de free jazz beweging. Neumeier had al een paar jazzprijzen gewonnen en beide muzikanten hadden samengewerkt met Irène Schweizer (piano). De bedoeling van de band was om meer de richting van de elektronisch versterkte muziek op te gaan. Tot hun vroege voorbeelden behoorden Jimi Hendrix, Frank Zappa, The Who, de Rolling Stones en Pink Floyd.
Gelijkgestemde collega's waar de band tijdens sessies mee samenwerkte zijn de bevriende bands Amon Düül, Can en Xhol Caravan. Op LP's van de groep zijn daarnaast musici van Kraan, Karthago en Cluster te horen.
De centrale figuur van Guru Guru is Mani Neumeier, die ook de "Mani-Tom" uitvond. Hij is met zijn eigenzinnige drumstijl sinds de jaren zeventig een markant musicus binnen de Europese Jazzrock. Naast Guru Guru werkt Neumeier mee aan vele andere projecten zoals Lover 303, Tiere der Nacht en The Psychedelic Monsterjam. Als solo-act of ook samen met lokale bands is hij een graaggeziene gast op Japanse Underground festivals.

## Invloeden
In de late jaren 60 en het begin van de jaren zeventig waren de optredens van Guru Guru politiek links gericht. Ze namen deel aan concerten georganiseerd door de
Sozialistischer Deutscher Studentenbund en proclameerden tussen de muzikale bedrijven door politieke teksten. Ze traden ook op in gevangenissen; hun liveshows golden als extravagant en anarchistisch. De bandbezetting wisselde regelmatig; de bandleden leefden in communes op het platte land en experimenteerden met hallucinogene middelen. Een van hun nummers heet dan ook LSD-Marsch. Mani Neumeier is mede-organisator van het jaarlijkse Finkenbach Festival nabij zijn woonplaats in het Odenwald. Dit festival telt tot de langstbestaande Krautrock-festivals. De impresario en uitgever Werner Pieper, die ook in Odenwald woont, onderhoudt sinds de gemeenschappelijke tijd in Heidelberg goede contacten met de band.

## Musici
De samenstelling van de band wisselde in de loop der jaren zo vaak dat het bijna niet meer bij te houden is. Mani Neumeier ziet zichzelf niet in de eerste plaats als drummer maar meer als 'orkestleider', die van personeel wisselt zoals hem dat het beste past. In de vroege jaren zeventig behoorde de gitarist Ax Genrich tot de kernbezetting. Midden jaren zeventig kwamen Roland Schaeffer (gitaar en saxofoon),
Yogi Karpenkiel en Josef "Sepp" Jandrisits er bij.
Eind jaren zeventig bestond de bandbezetting uit onder anderen Dieter Bornschlegel, Peter Kühmstedt, Ingo Bischof en Hellmut Hattler. Verdere medewerkers waren Butze Fischer (van Embryo) en Bruno Schaab (Night Sun).
In de jaren tachtig werkten mee: Hans Reffert (van Flute and Voice), Lise Kraus, Peter Wolbrandt (van Kraan), Uli Züfle, Chowmeier en Razem Rübel (van Ravibeat). Bij alle personeelswisselingen veranderde ook steeds het geluid van de groep. Op bepaalde platen zijn zelfs humoristische sketches te horen.
De huidige bezetting bestaat uit Mani Neumeier (slagwerk, zang), Peter Kühmstedt (basgitaar, zang), Roland Schaeffer (gitaar, zang en Nadaswaram) en Hans Reffert (gitaar en zang).

## Successen
Guru Guru maakte meer dan 40 LP's en CD's, zij had meer dan honderd radio- en tv-optredens. In 1976 was Guru Guru de eerste Duitse band in het WDR programma Rockpalast. Ook uit 1976 is de speelfilm Notwehr, waarin de band onder de naam 'Rattenvangers' een hoofdrol speelde. In 2001 verscheen bij de Free Underground Press een biografie met de titel 33 Jahre High Times mit Guru Guru. Zoals de meeste platen en cd's van de groep is dit boek al lange tijd uitverkocht.

## Discografie
- UFO – LP, 1970
- Hinten – LP, 1971
- Känguru – LP, 1972
- Guru Guru – LP, 1973
- Don't Call Us, We Call You – LP, 1973
- More Hot Juice - Single, 1973
- This Is Guru Guru - LP, 1973
- Dance of the Flames – LP, 1974
- Der Elektrolurch - 2 LP, 1974
- Mani und seine Freunde – LP, 1975
- Tango Fango – LP, 1976
- Rattenfänger - Single, 1976
- Globetrotter – LP, 1977
- Live – 2 LP, 1978
- Hey du – LP, 1979
- Mani in Germany – LP, 1981
- Guru Mani Neumeiers neue Abenteuer – LP, 1983
- Jungle – LP, 1987
- Cosmic Hole - Single (white), 1987
- Guru Guru 88 – LP, 1988
- Live 72 – LP, 1988
- Shake Well – LP, 1993
- Wah Wah – LP, 1995
- Mask - cd, 1996
- Moshi Moshi – LP, 1997
- Live 98 - 3 cd, 1999
- 2000 Gurus – cd, 2000
- Essen 1970 - LP en cd, 2003
- In the Guru Lounge - cd, 2005
- Wiesbaden 1972 - cd, 2007
- PSY - cd, 2008
- Live on tour 2008 - cd, 2009
- Wiesbaden 1973 - cd, 2009
- Doublebind - cd, 2011
- Electric Cats - cd, 2013
- 45 Years Live - cd, 2014